# Myotis pequinius
Myotis pequinius é uma espécie de morcego da família Vespertilionidae.
Apenas pode ser encontrada na China.